# Бука (Бреша)
Бука је насеље у Италији у округу Бреша, региону Ломбардија.
Према процени из 2011. у насељу је живело 61 становника. Насеље се налази на надморској висини од 141 м.